# Lijsttrekker
Lijsttrekker (hollandsk udtale, IPA: ˈlɛistˌtrɛkər, "listetrækker") er en hollandsk betegnelse der anvendes i Holland, Belgien og Surinam for et partis spidskandidat til et politisk valg.
Personen er næsten altid partiets politiske leder. Efter valget er det personen der normalt leder partiets parlamentariske gruppe i et hollandske parlament, Generalstaterne, eller får sit partis mest betydningsfulde post i regeringen hvis partiet indgår i en koalitionsregering. Hollands ministerpræsident har næsten altid været blandt lijsttrekkerne i det foregående valg.
Under valgkampen er lijsttrekkerne de personer som tiltrækker mest opmærksomhed, for eksempel i lijsttrekker-debatter, hvor lijsttrekkerne drøfter vigtige spørgsmål på tv. For eksempel ved parlamentsvalget i Holland 2003 var Wouter Bos lijsttrekker for det socialdemokratiske arbejderparti (Partij van de Arbeid, PvdA). Partiets fremgang i denne periode er ofte tilskrevet hans personlighed. Men hvis et parti har dårlige valgresultater, vil partiets lijsttrekker ofte trække sig tilbage fra sin post eller helt forlade politik. Det skete for eksempel for Thom de Graaf der i stedet for at som forventet vinde pladser, tabte et mandat i parlamentsvalget i Holland 2003. Ofte har partierne også en berømthed eller velkendt politiker på den sidste plads på partiets opstillingsliste som partiets lijstduwer ("listeskubber" - på dansk anvendes nogle gange betegnelsen ankermand).